# Bugsy
Bugsy är en amerikansk film från 1991, i regi av Barry Levinson.

## Handling
Filmens handling kretsar kring den amerikanske gangstern Bugsy Siegel som bygger upp kasinoindustrin i den till en början ödsliga ökenstaden Las Vegas, som främst har fördelen att den ligger i delstaten Nevada där spel och dobbel är lagligt.

## Rollista (i urval)
- Warren Beatty - Ben 'Bugsy' Siegel
- Annette Bening - Virginia Hill
- Harvey Keitel - Mickey Cohen